# Astrophytum
Astrophytum es un género de plantas suculentas perteneciente a la familia Cactaceae. Contiene 6 especies aceptadas.

## Descripción
Las especies de este género suelen crecer de forma individual, con tallos verdes que van desde esféricos a columnares, alcanzando alturas de hasta 1,5 metros. Los tallos suelen estar densamente cubiertos de finos mechones de pelos blancos, pero a veces, pueden ser completamente "calvos". 
Tienen de cuatro a diez costillas muy visibles (raramente tres), con grandes areolas juntas, pero sin fusionarse. Las espinas son muy variables, pudiendo estar presentes o faltar por completo.
Las flores son grandes, en forma de embudo y de color amarillo o amarillo con la zona interna roja. Aparecen en la parte superior de los tallos y se abren durante el día. Su pericarpelo (cubierta del ovario) está cubierto de escamas puntiagudas. 
Las semillas, en forma de sombrero, tienen un diámetro de hasta 2,5 milímetros con una cubierta de color negro parduzco.

## Distribución
El área de distribución nativa de este género es desde el sur de Texas hasta México.

## Taxonomía
El género fue descrito por Charles Lemaire y publicado en Cactearum Genera Nova Speciesque Novae 3–6 en 1839.

Etimología
Astrophytum: nombre genérico que deriva de las palabras griegas astro (que significa 'estrella'), y phyton (que significa 'planta'), por lo que se puede traducir como "planta con forma de estrella", haciendo referencia a la forma estrellada de algunas especies de este género de cactus.

## Especies aceptadas
Actualmente, el género Astrophytum consta de 6 especies aceptadas según la Plants of the World Online (POWO):
| Imagen | Nombre científico                                | Distribución                                                 |
| ------ | ------------------------------------------------ | ------------------------------------------------------------ |
|        | Astrophitum asterias (Zucc.) Lem.                | Desde el sur de Texas hasta México (Nuevo León y Tamaulipas) |
|        | Astrophytum capricorne (A.Dietr.) Britton & Rose | Noreste de México                                            |
|        | Astrophytum caput-medusae D.R.Hunt               | México (Nuevo León y Tamaulipas)                             |
|        | Astrophytum coahuilense (H.Moeller) Kanfer       | México (Coahuila)                                            |
|        | Astrophytum myriostigma Lem.                     | Noreste de México                                            |
|        | Astrophytum ornatum (DC.) Britton & Rose         | Noreste de México (hasta Veracruz)                           |